# Fighting EX Layer
Fighting EX Layer es un videojuego de lucha desarrollado y publicado por Arika. Fue inicialmente lanzado en PlayStation 4 el 28 de junio de 2018 y luego en Microsoft Windows el 30 de noviembre del mismo año. Además, fue estrenado en máquinas arcade de Japón el 29 de noviembre de 2018.

## Personajes
El juego fue lanzado con un total de 13 personajes, uno de los cuales se adquiría como contenido descargable (DLC). Luego del lanzamiento, ARIKA anunció que otros cuatro luchadores serían añadidos de forma gratuita, junto a un personaje de pago de la franquicia Fatal Fury. A excepción de Terry Bogard, los personajes provienen de la saga Street Fighter EX (SFEX), producida con autorización de Capcom.
| - Allen Snider - Area - Blair Dame - Darun Mister - Doctrine Dark - Garuda - Hayate - Hokuto (SFEX Shirase) - Jack | - Kairi - Pullum Purna - Sanane - Shadow Geist - Sharon - Shirase (Bloody Hokuto) - Skullomania - Terry Bogard - Vulcano Rosso |

Shirase y Sanane son versiones renombradas de las hermanas Hokuto y Nanase, aunque se incluyó a la Hokuto con la apariencia que llevaba en la saga SFEX como contenido descargable

## Desarrollo
El anuncio oficial del nombre del juego se produjo el 15 de noviembre de 2017. Previamente a este anuncio, el videojuego era conocido con el nombre de "Mysterious Fighting Game".